# Wyalusing (Wisconsin)
Wyalusing – miasto w Stanach Zjednoczonych, w stanie Wisconsin, w hrabstwie Grant.